# Список глав государств в 134 году
Список глав государств в 133 году — 134 год — Список глав государств в 135 году — Список глав государств по годам

## Африка
- Мероитское царство (Куш) — Акракамани, царь (132 — 137)

## Азия
- Армения Великая — Вагарш I, царь (116 — 144)
- Западные Кшатрапы — Рудрадаман I, махакшатрап (130 — 150)
- Иберия — Гадам, царь (132 — 135)
- Китай (Династия Восточная Хань) — Шунь-ди (Лю Бао), император (125 — 144)
- Корея (Период Трех государств):
  - Когурё — Тхэджохо, тхэван (53 — 146)
  - Пэкче — Кэру, король (128 — 166)
  - Силла:
    - Чима, исагым (112 — 134)
    - Ильсон, исагым (134 — 154)
- Кушанское царство — Канишка I, великий император  (127 — 147)
- Осроена — Ману VII, царь (123 — 139)
- Парфия:
  - Митридат IV, шах (129 — 147)
  - Вологез II, шах (105 — 147)
- Сатавахана — Гаутамипутра Сатакарни, махараджа  (112 — 136)
- Хунну — Сюли, шаньюй (128—140)
- Япония — Сэйму, тэнно (император) (131 — 191)

## Европа
- Боспорское царство — Реметалк, царь  (132 — 154)
- Ирландия — Конн Сто Битв, верховный король (122 — 157)
- Римская империя:
  - Адриан, римский император (117 — 138)
  - Луций Юлий Урс Сервиан, консул (134)
  - Тит Вибий Вар, консул (134)

## Галерея
- Адриан 
 117—138 
 Император Римской империи
- Канишка I 
 127—147 
 Царь (Великий император) Кушанского царства
- Сэйму 
 131—191 
 Император Японии